# Lasioptera rubi
Lasioptera rubi är en tvåvingeart som först beskrevs av Franz Paula von Schrank 1803.  Lasioptera rubi ingår i släktet Lasioptera och familjen gallmyggor. Inga underarter finns listade i Catalogue of Life.

## Bildgalleri

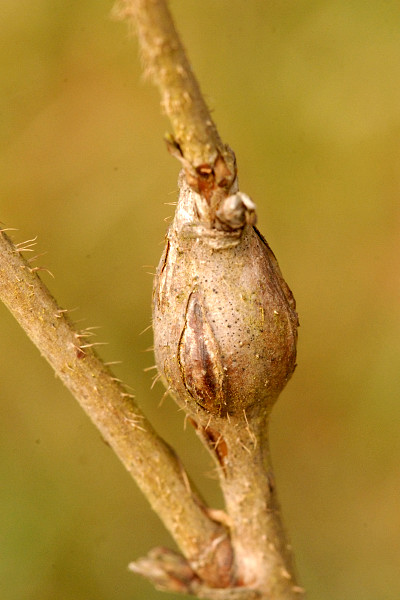